# Дмитриев, Леонид Дмитриевич
Леонид Дмитриевич Дмитриев (1893—1963) — советский военный юрист, член Военной коллегии Верховного Суда СССР, генерал-майор юстиции.

## Биография
Родился 28 июля 1893 г. в д. Свозово Костромской губернии Российской империи (ныне Судиславский район Костромская область).
С 15 сентября 1918 г. в РККА.
В 1937 председатель военного трибунала в 7-м стрелковом корпусе. С 1940 г. Член Военной коллегии Верховного Суда СССР. Во время Великой Отечественной войны врио председателя военного трибунала Брянского фронта. Судья Военной коллегии Верховного суда СССР, судившей обвиняемых по делу Еврейского антифашистского комитета. 
В отставке с августа 1955 г.
Умер в 1963 г. Похоронен на Донском кладбище.

## Воинские звания
- Бригвоенюрист (приказ НКО № 169/п, 20.01.1938)
- Диввоенюрист (приказ НКО № 04288/п, 19.09.1940)
- Генерал-майор юстиции (приказ НКО № 265, 11 марта 1943)

## Награды
- Орден Ленина (21.02.1945)
- Орден Красного Знамени (03.11.1944, 20.06.1949)
- Орден Отечественной войны II степени (26.03.1945)
- Орден «Знак Почёта» (22.02.1938)
- Медаль «За победу над Германией в Великой Отечественной войне 1941—1945 гг.»